# مسجد إربد الكبير
مسجد إربد الكبير معلم تاريخي بارز وطراز معماري متقدم على الطرف الجنوبي لتل إربد التاريخي وفي قلب الوسط التجاري لمدينة إربد، يعتبر أحد أبرز المعالم التاريخية في المدينة ويعود بناؤه لأواخر العهد العثماني بداية القرن العشربن.

## تاريخ
كان البناء القديم للمسجد يقوم على طريقة القناطر أو العقدات القديمة التي كانت سائدة آنذاك كطراز فني معماري متقدم للبناء في بلاد الشام وقد بني المسجد بالقرب من مسجد اربد الغربي الذي يعود بناؤه إلى العهد المملوكي قبل مئات السنين لكي يسهم في خدمة سكان مدينة اربد الذين لم يكونوا قد تجاوزوا بضعة آلاف نسمة آنذاك.
شهد المسجد في عهد الإمارة عملية ترميم شاملة عام 1939 وبناء السور الخارجي من الجهة الشرقية وبناء المئذنة بأمر من الملك المؤسس عبد الله الأول عام 1942 والتي تميز بناؤها آنذاك بفن هندسي فريد وبارتفاعها الذي يزيد على 30 مترا حتى انه بعد قرار هدم المسجد بالكامل عام 1994 تم استثناء المئذنة من الهدم حفاظا على طرازها المعماري المميز كمعلم تاريخي بارز في المدينة لكي يتواصل منها رفع الأذان.
كما أنه تم بناء الرواق والأقواس امام مبنى المسجد في الساحة الشمالية عام 1955 لتضفي على المسجد مشهدا جماليا جديدا، في حين تم إجراء عمليتي توسعة لساحة المسجد الغربية عام 1961 والثانية عام 1964.
في عام 1994 تم هدم بناء المسجد القديم وإعادة تحديثه بالكامل بإعمار هاشمي وبتوجيهات ملكية سامية في عهد الملك الحسين وافتتح عام 1998. على الرغم من بناء العديد من المساجد الحديثة في المدينة بمآذنها الجميلة العالية، الا ان مسجد اربد الكبير يظل أكثر مساجد المدينة شهرة وجاذبية للمصلين نظرا لأهميته التاريخية وموقعه في وسط المدينة التجاري.

## انر ايضا
- مسجد العمري (الرمثا)